# Phaseolus vulgaris
O phaseolus vulgaris ou feijão comum é uma planta anual herbácea, trepadora ou não, pertencente a família Fabaceae, subfamília Faboideae, gênero Phaseolus. A leguminosa é reconhecida por ser excelente fonte de proteína e pelos conteúdos de carboidratos e minerais, especialmente o ferro. O feijão comum requer clima ameno e volume de 350 mm a 450 mm de chuva e alta insolação.
O Brasil é o maior produtor de feijão comum do mundo sendo os estados do Paraná, Minas Gerais e Bahia os principais produtores. A média de produtividade no Brasil é de 900 kg/ha, mas, em alguns estados chega a ter produtividade superior a 2 300 kg/ha. A Embrapa desenvolve pesquisas com a espécie no país, tendo criado mais de 20 variedades de feijão comum que contribuem com o desenvolvimento da produção nacional. 

## Uso na alimentação humana
O feijão comum é a base de várias sopas e da feijoada, misturado com arroz, e ainda em alguma doçaria (por exemplo, o pastel de feijão). As vagens verdes (feijão-verde) podem acompanhar, cozidas, qualquer prato e, cortadas às tiras, em sopa (sopa de feijão-carrapato). O feijão-frade é frequentemente cozido e servido com cebola e salsa picadas, temperado com azeite e vinagre, a acompanhar atum.

## Galeria de imagens

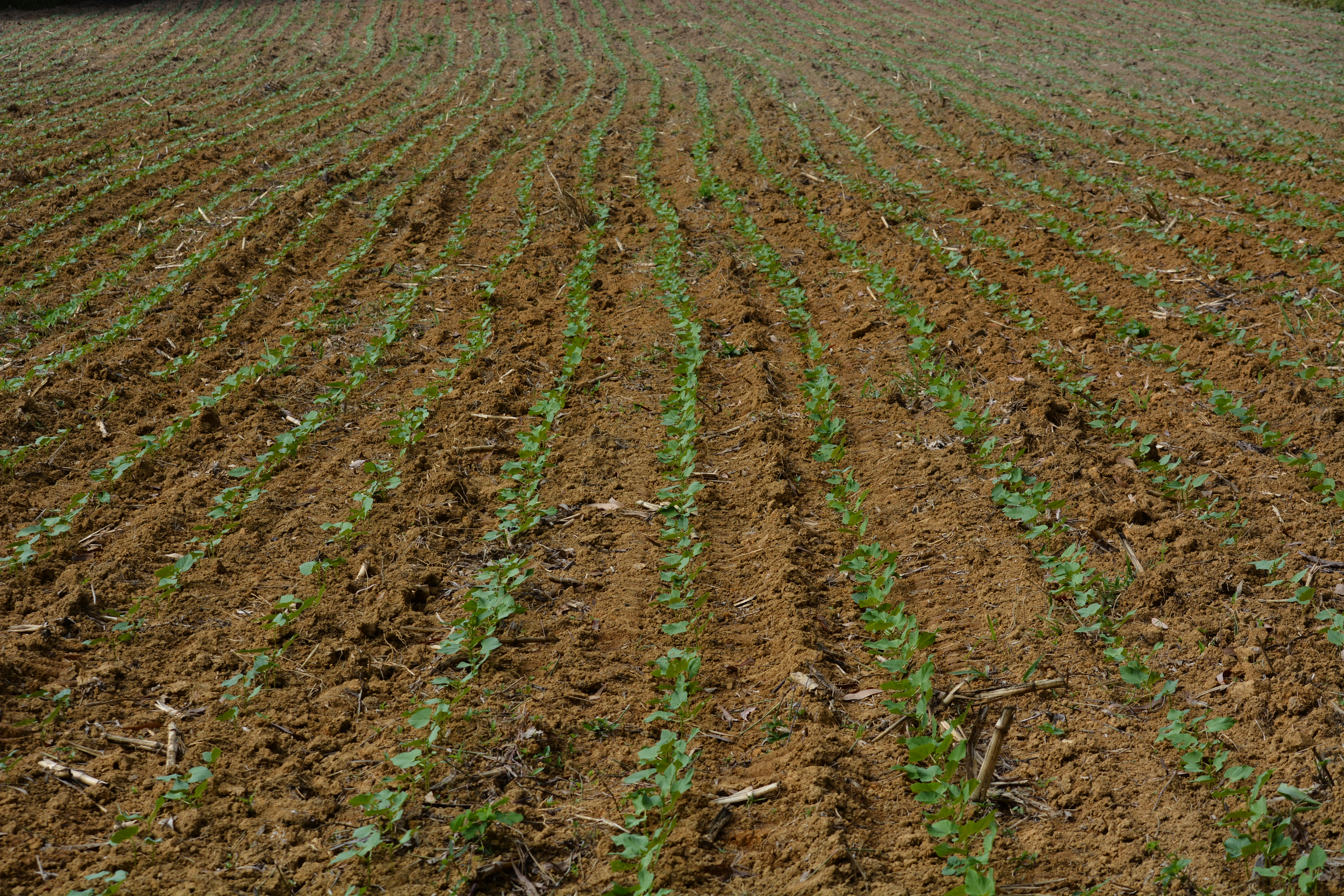
Plantação de feijão vermelho em Dores do Turvo MG
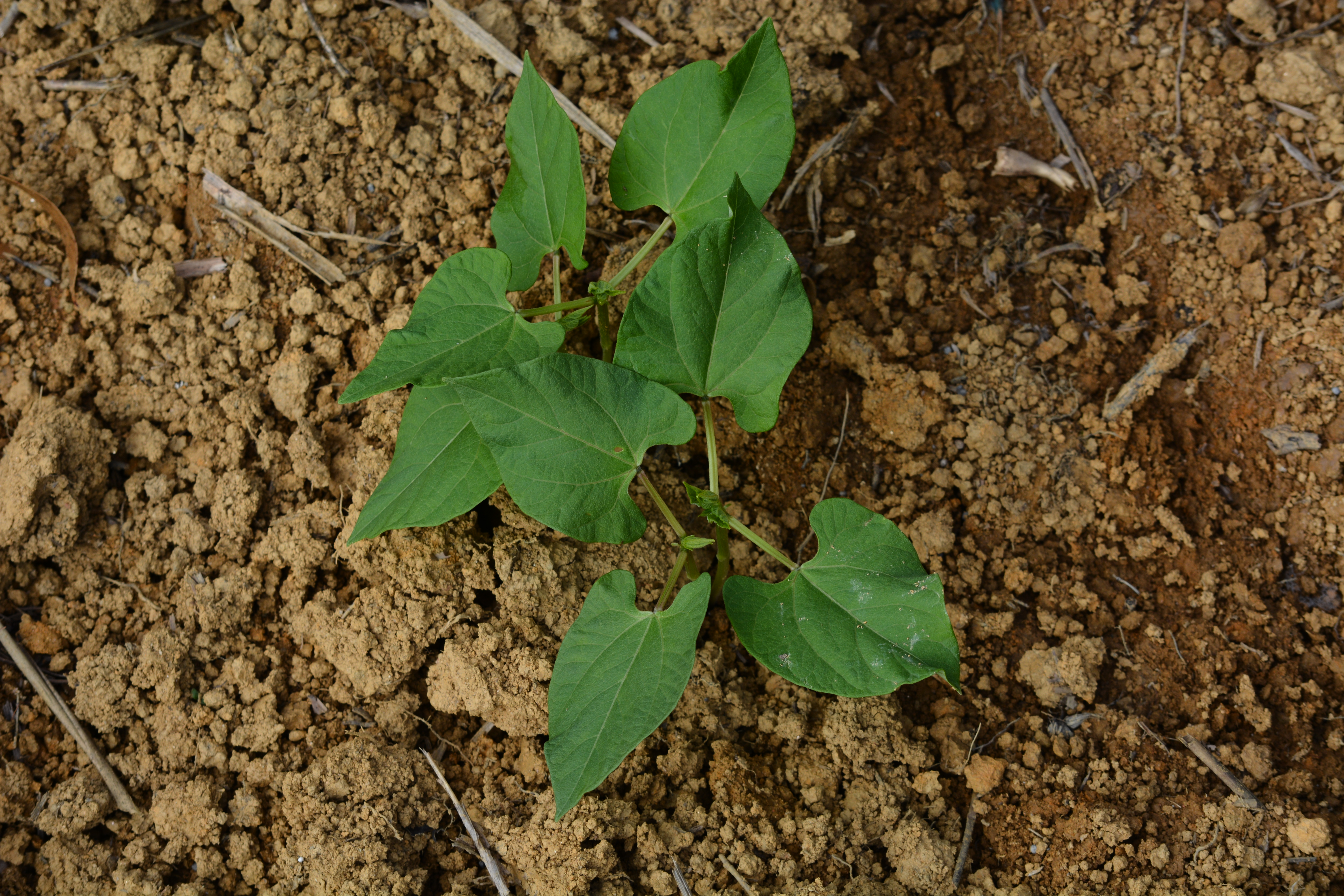
Pés de Feijão Vermelho
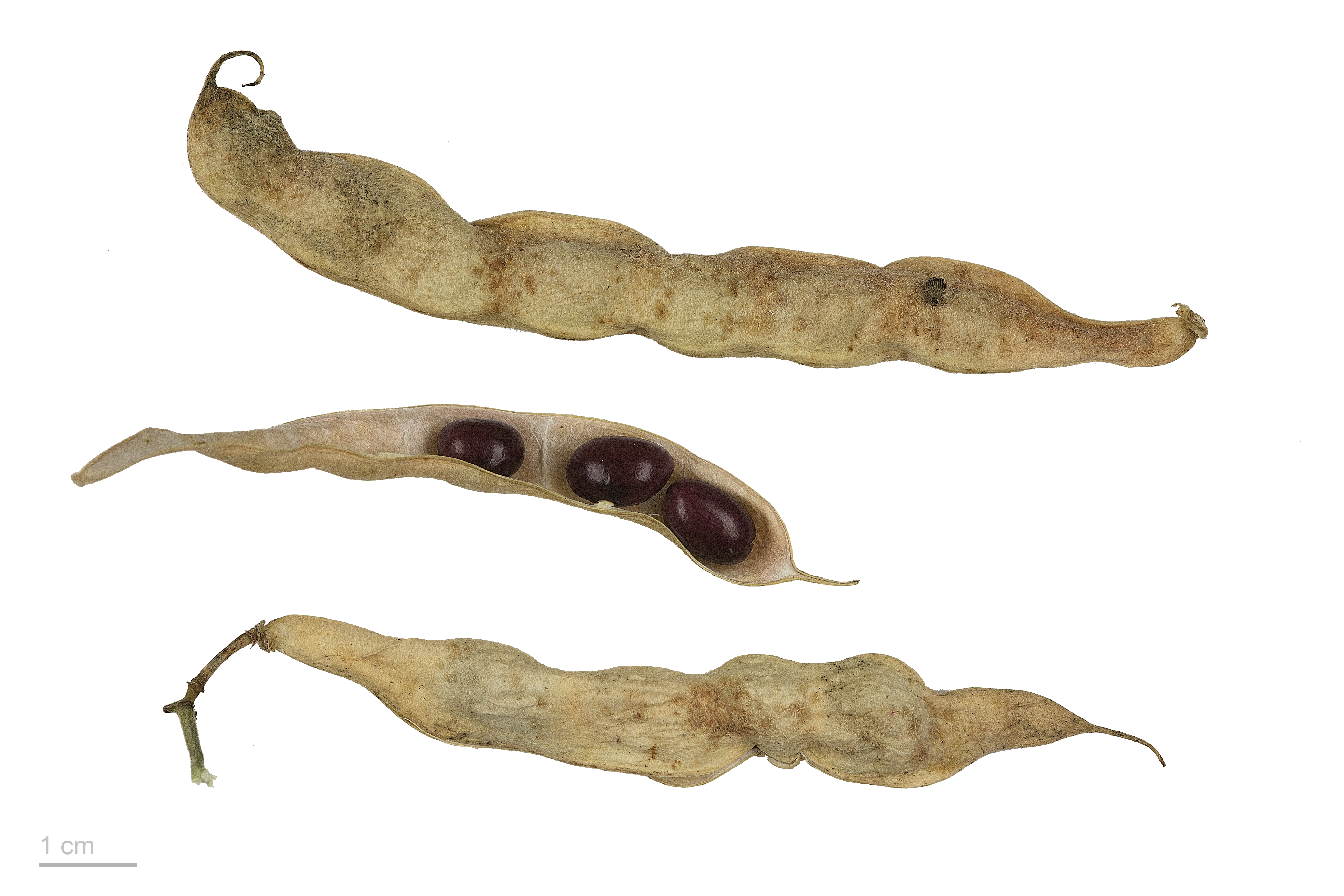
Vagem de feijão comum.
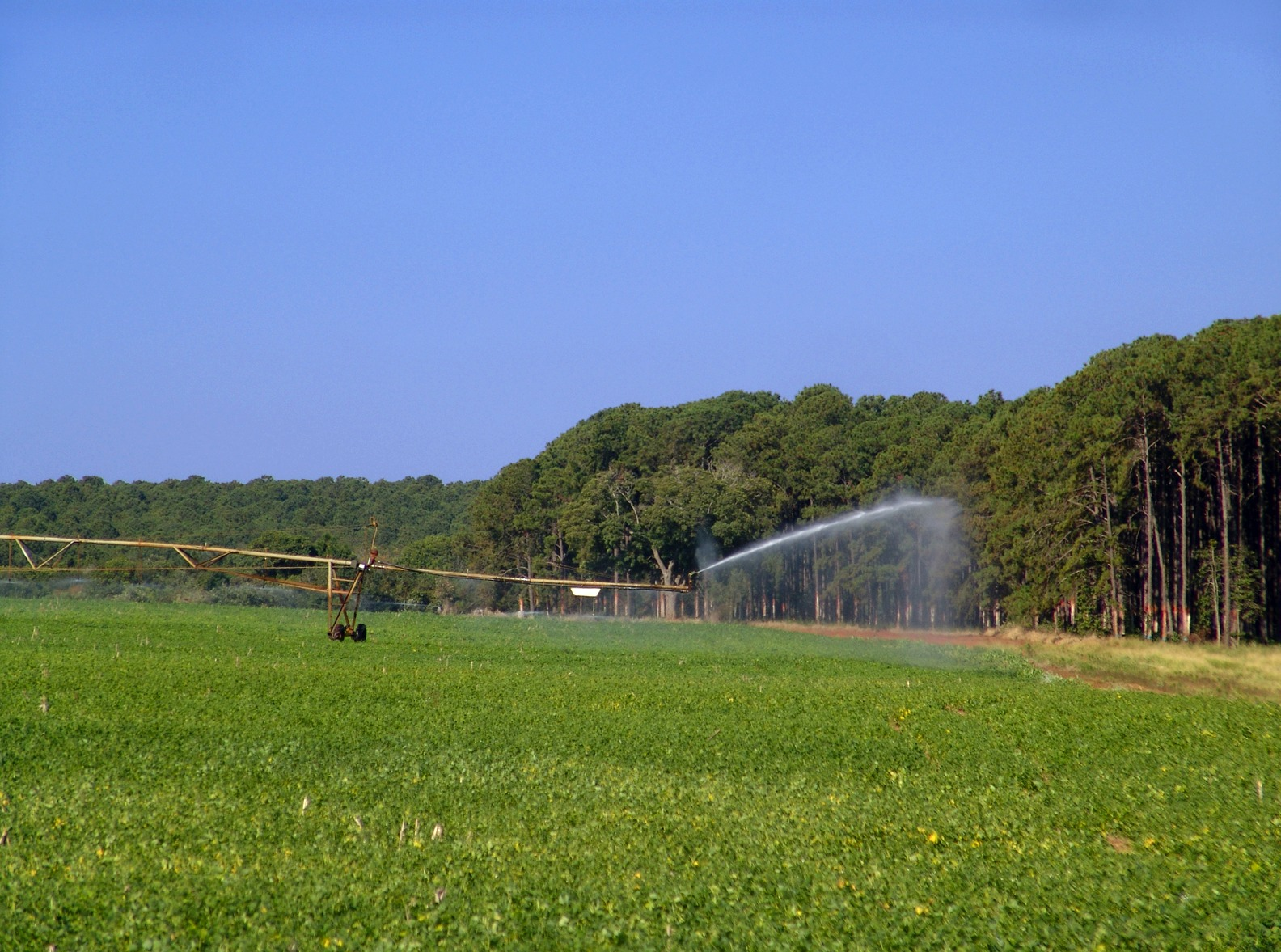
Plantação de feijão sendo irrigada.